# Affirmation
Affirmation (av latin affirmatio, ’försäkran’) synonymt med "bekräftelse". Exempel är att "beröm", "lön" och annan form av positiv återkoppling även ger positiv affirmation. Man blir alltså mer benägen att upprepa handlingar som ger positiv affirmation.

## Exempel på en affirmation
Jag, Karl, är lycklig och tillfredsställd med mig själv. Jag har ett kärleksfullt och harmoniskt förhållande med Pamela. Vi är lyckliga med varandra och känner oss trygga i vår relation. Vi känner verkligen att vi älskar varandra. Allt detta sker genom den plan som livet har för oss båda och allt är för vårt eget bästa.